# Fjeld
Et fjeld ((norsk): fjell, og (svensk): fjäll) er en klippe eller et bjerg i grønlandske, færøske, norske og svenske sammenhænge. Ordet "grundfjeld" kommer dog fra (tysk): Fels(en).
Der findes ikke en entydig definition på landskabsformationen "fjeld", men betegnelsen anvendes ofte om bjerge, som er så høje at deres øverste del når over trægrænsen og dermed mangler skovvækst, er mindre frugtbare og ofte snedækkede.
Andre betegner alle højdeformationer over en vis højde som "fjeldet", eksempelvis områder over 1000 meter[kilde mangler] over havet.
Fjeld kan også være den stenmasse, som et fjeld består af.[kilde mangler] "Til fjelds" er at være oppe på bjerget eller i bjergområdet.
Bjergbestigere og klatrere anvender ofte betegnelsen "fjeld" om selve den stejle klatrefacade som er det primære udgangspunkt for deres aktiviteter,[kilde mangler] uanset i hvilken højde dette fjeld ligger (eksempelvis Kullen, som ikke ligger særlig højt).